# J. J. Johnson
James Louis Johnson, conocido como J. J. Johnson (Indianápolis, 22 de enero de 1924-Indianápolis, 4 de febrero de 2001), fue un trombonista, compositor y arreglista estadounidense de jazz. Fue el primer trombonista en abrazar el bop y se mantuvo luego de forma ininterrumpida como una de las principales figuras del jazz posterior al swing, ejerciendo una importante influencia en otros músicos de jazz.
Johnson fue uno de los primeros músicos del jazz moderno que se hicieron famosos durante la década de 1940 y destacó especialmente como representante de la llamada tercera corriente, que fusionaba la música clásica con el jazz.

## Biografía
Johnson colideró un quinteto con el trombonista Kai Winding que realizó largas giras y grabó varios discos exitosos. Johnson también grabó muchos discos como solista, y fue un acompañante de muchas grabaciones clásicas de jazz. Varias de sus composiciones, entre ellas "Wee Dot", "Lament", y "Enigma" son consideradas estándares del jazz.
En 1970 dejó de tocar en público, algo que mantendría durante 17 años hasta su retorno a finales de los años 1980. Desde mediados de la década de 1950, Johnson fue un perenne favorito en las encuestas de los círculos jazzísticos, obteniendo títulos como el de «Trombonist of the Year» de la revista Down Beat incluso en años en que no estuvo activo. Situado dentro del Hall of Fame de Down Beat en 1995, la carrera de J.J. Johnson se extendió a lo largo de 54 años, desde 1942 a 1996. En 2001 se suicidó con un disparo tras haberse deteriorado su salud.